# Calodipoena colima
Calodipoena colima är en spindelart som först beskrevs av Willis J. Gertsch 1960.  Calodipoena colima ingår i släktet Calodipoena och familjen Mysmenidae. Inga underarter finns listade.